# Montigny-le-Franc
Montigny-le-Franc település Franciaországban, Aisne megyében. Lakosainak száma 138 fő (2022. január 1.). Montigny-le-Franc Agnicourt-et-Séchelles, Chaourse, Clermont-les-Fermes, Ébouleau, Saint-Pierremont és Tavaux-et-Pontséricourt községekkel határos.

## Népesség
A település népességének változása:
| Lakosok száma | 238  | 206  | 210  | 169  | 152  | 149  | 142  | 138  | 136  | 138  |
|               | 1968 | 1982 | 1990 | 2006 | 2013 | 2015 | 2017 | 2019 | 2020 | 2022 |